# رالي الفراعنة

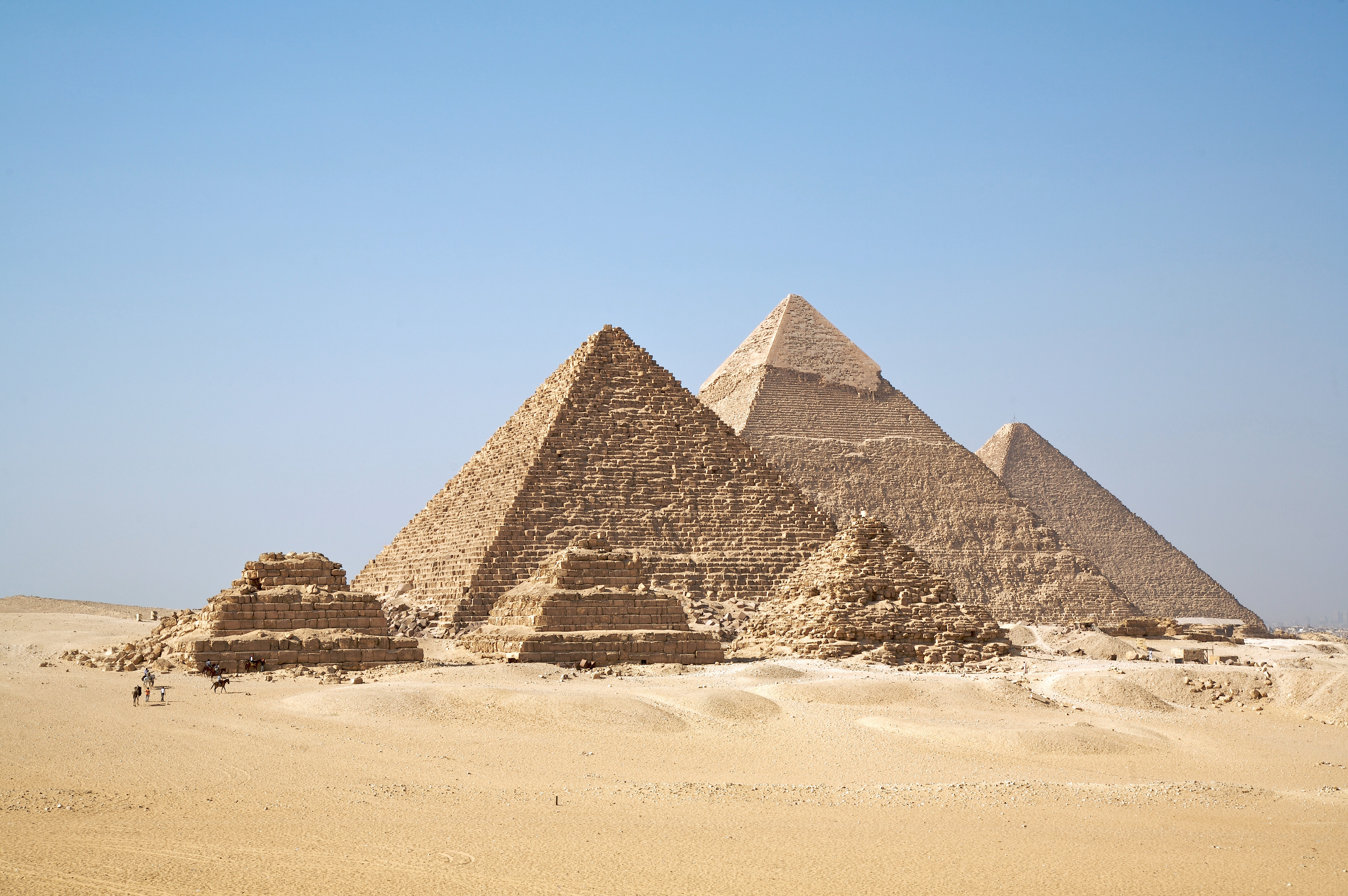

رالي الفراعنة (بالفرنسية:Rallye des Pharaons) سباق ومنافسة للسيارات على أشد الطرق صعوبة ضمن سباقات راليات. السباق ينطلق من القاهرة عند سفح الاهرمات الجيزة وتغطي حوالي 3100 كيلومتر. مشابه لشكل رالي داكار لإنه يجري في ظروف صحروية يسمح للسيارات والشاحينات والدرجات للمنافسة.

## نبذة عن الرالي
- أقيم رالي الفراعنة الأول في عام 1982 بفكرة جان كلود موريليه.

- في عام 1998، استحوذت شركة JVD على الرالي وتم تغيير الاسم إلى رالي الفراعنة الدولي.

- المسابقة صالحة لبطولة العالم للراليات عبر البلاد منذ عام 2000 وكأس العالم للراليات عبر البلاد منذ عام 2005.

- وقعت مأساة في السباق يوم 29 سبتمبر 2004 ، عندما قتل ريتشارد ساينكت الفائز بجائزة رالي داكار ثلاث مرات.[1]

## إنجازات العرب في رالي داكار

### السيارات
- حقق القطري سعيد الهاجري رالي 1985.
- حقق الإماراتي خليفة المطيوعي رالي 2012.
- حقق السعودي يزيد الراجحي رالي 2014.
- حقق القطري ناصر العطية رالي 2015.[2]

### الدرجات الرباعية
- حقق القطري محمد أبو عيسي رالي 2015.

## الأبطال
| السنة     | السيارات                               | الدرجات                            | الشاحنات                                         | الدرجات الرباعية                   |
| السنة     | السائق الملاح                          | القائد                             | السائق الملاح                                    | السائق                             |
| --------- | -------------------------------------- | ---------------------------------- | ------------------------------------------------ | ---------------------------------- |
| 1982      | أندريه تروسات / إريك بريفوين           | ايدي أوريولي                       | لم يعقد                                          | لم يعقد                            |
| 1983      | جان كلود بريفوين / كاثرين بليسيس       | باتريك دروبيك                      | لم يعقد                                          | لم يعقد                            |
| 1984      | كريستيان أفريل / جيرار تروبيلي         | غاستون راهير                       | لم يعقد                                          | لم يعقد                            |
| 1985      | سعيد الهاجري / جون سبيلر               | غاستون راهير                       | كوفر بورزحتي/ هارتر                              | لم يعقد                            |
| 1986      | ميغيل برييتو / ترمانز                  | فرانكو بيكو                        | بونقن جاسكرود/ماسيليز                            | لم يعقد                            |
| 1987      | آري فاتانين / برونو بيرغلوند           | اليساندرو دي بيتري                 | جرون /فرير                                       | لم يعقد                            |
| 1988      | آري فاتانين / برونو بيرغلوند           | غاستون راهير                       | فرانشيسكو بيرليني / جي بيلوتي / كلاوديو فينانت   | لم يعقد                            |
| 1989      | آري فاتانين / برونو بيرغلوند           | اليساندرو دي بيتري                 | لم يعقد                                          | لم يعقد                            |
| 1990      | هوبرت أوريول / فيليب مونيه             | اليساندرو دي بيتري                 | جرودن /داميرو                                    | لم يعقد                            |
| 1991      | آري فاتانين / برونو بيرغلوند           | داني لابورت                        | بليشت/بليشت/ماستيل                               | لم يعقد                            |
| 1992      | جان لويس شليسر/ بوجي شليسر             | فرانكو بيكو                        | ماوريتسيو تراجليو / ديل بريت                     | لم يعقد                            |
| 1993      | تيمو سالونين / فريد غالاغر             | ايدي أوريولي                       | ماوريتسيو تراجليو / بيو                          | لم يعقد                            |
| 1994      | جان لويس شليسر/ بوجي شليسر             | هاينز كينيجادنر                    | لم يعقد                                          | لم يعقد                            |
| 1995/1997 | لأسباب أمنية ألغي الرالي هذه السنة     | لأسباب أمنية ألغي الرالي هذه السنة | لأسباب أمنية ألغي الرالي هذه السنة               | لأسباب أمنية ألغي الرالي هذه السنة |
| 1998      | جورجيو بيكاريس / روبرتو فيراري         | فابريزيو ميوني                     | لم يعقد                                          | لم يعقد                            |
| 1999      | جورجيو بيكاريس / روبرتو فيراري         | فابريزيو ميوني                     | لم يعقد                                          | لم يعقد                            |
| 2000      | غريغوري دي موفيس / آلان جوينيك         | فابريزيو ميوني                     | لم يعقد                                          | لم يعقد                            |
| 2001      | خوسيه لويس مونتيردي / رافائيل تورنابيل | فابريزيو ميوني                     | جيلبرتو ساندريتو / كورادو باتتونو                | لم يعقد                            |
| 2002      | بلفز سزلي/ علادار لاكلوث               | ريتشارد سينكت                      | جوزيبي بانسيري / جياكومو فيسمارا / ماركو سانجالي | لم يعقد                            |
| 2003      | إيف لوبيت / جاكي دوبوا                 | ناني روما                          | ثرهيتو سوغاوارا / ماساهيرو سايكي                 | لم يعقد                            |
| 2004      | آلان دي مفيوس / إيمانويل إجيرمونت      | بال أندرس أوليفالسيتر              | جياكومو فيسمارا / ماريو كامبياجي                 | لم يعقد                            |
| 2005      | ستيفان هنرارد / أنطونيا دي رويسارد     | مارك كوما                          | جوزيبي بانسيري / ماركو بيانا / أوسكار مور        | لم يعقد                            |
| 2006      | سيرجي شماكوف / كونستانتين ميشيرياكوف   | مارك كوما                          | جياكومو فيسمارا / ماريو كامبياغي / باولا بيلينا  | لم يعقد                            |
| 2007      | كريستيان لافيل / فرانسوا بورسوتو       | مارك كوما                          | ماتيو باكاني / اتيليو بريفي                      | لم يعقد                            |
| 2008      | كريستيان لافيل / فرانسوا بورسوتو       | ديفيد كاستيو                       | ماتيو باكاني / أتيليو بريفي / لوكا باشينيس       |                                    |
| 2009      | جيروم بليشيه / أوجيني ديكري            | سيريل ديسبريس                      | لم يعقد                                          | كاميليا ليباريوتي                  |
| 2010      | جان لوي شليسر / أرنود ديبرون           | مارك كوما                          | لويزا تروكو / كورادو باتتونو                     | ماركوس باترونيللي                  |
| 2011      | جان لوي شليسر / أرنود ديبرون           | مارك كوما                          | ماركو بيانا / كريستوف ترواش / ياروسلاف كازبيروك  | ليليان لانسيليفي                   |
| 2012      | خليفة المطيوعي / أندرياس شولز          | مارك كوما                          | لم يعقد                                          | لوكاس لوسكيوس                      |
| 2013      | لم يعقد                                | لم يعقد                            | لم يعقد                                          | لم يعقد                            |
| 2014      | يزيد الراجحي / تيمو جوتسكالك           | خوان كارلوس سالفاتييرا             | لم يعقد                                          | رافال سونيك                        |
| 2015      | ناصر العطية / ماتيو بوميل              | جاكوب بياتيك                       | أرتور أردافيسيوس / أليكسي نيكيشيف / جاكوب هرافا  | محمد أبو عيسى                      |